# Sąd Ostateczny (obraz Stephana Lochnera)
Sąd Ostateczny – przykład późnogotyckiego malarstwa tablicowego. Obraz został namalowany przez kolońskiego malarza Stefana Lochnera.

## Dzieje
Obraz prawdopodobnie został namalowany do sali obrad ratusza w Kolonii. Po sekularyzacji kaplicy ratuszowej przeniesiony do kolońskiego kościoła św. Wawrzyńca. Obecnie znajduje się w zbiorach kolońskiego Wallraf-Richartz-Museum, stanowiące największą kolekcję dzieł Lochnera i malarzy kolońskich XV w.

## Wygląd
Jest to monumentalny obraz o trójdzielnej kompozycji wpisanej w jedną całość. Wyraźny jest również podział na dwie sfery – niebiańską i ziemską. Dominantę tworzą trzy postaci: pośrodku, siedzącego na łuku tęczy Jezusa oraz po bokach Marii i Św. Jana ukazanych w pozie modlitewnej. Otoczony promienistą glorią Jezus Chrystus żywym i swobodnym gestem błogosławi swoją prawicą przyjętych do Królestwa Niebieskiego, zaś lewicą sugeruje grzesznikom wieczną karę. Ubrany w szaty spięte złotą, dekorowaną perłami zaponą w formie stylizowanej lilii, odsłania ślad męczeńskiej śmierci – bok. Swój wzrok kieruje w stronę tłumu zbawionych. Na samej górze liczna grupa aniołów, trzymających arma Christi – atrybuty męki Pańskiej. Ponadto u stóp Chrystusa dwa anioły grające na trąbach.
Sferę ziemską tworzą liczne postaci. Zbawieni witani przez liczne rzesze aniołów oraz Św. Piotr wchodzą zwartym tłumem do raju, którego wejście symbolizuje brama. Potępieni zajmują większość kompozycji. Wśród wyłaniającego się z doliny tłumu można dostrzec przedstawicieli różnych stanów oraz liczne diabły, bezlitośnie karcące grzeszników, czego apogeum są sceny umieszczone w prawym dolnym rogu. W kilku punktach kompozycji rozgrywa się dramatyczna batalia o dusze. Uwagę zwraca także pięć postaci tworzących ciąg kompozycji, dwie pierwsze wymownymi gestami proszą o zbawienie, zaś w pozostałych sprawa wydaje się już przesądzona.

## Analiza
W kontekście dzieł Lochnera obraz wydaje się być zaskakujący. To co łączy Sąd Ostateczny z innymi zachowanymi dziełami kolońskiego artysty to intensywna kolorystyka (m.in. rubinowe szaty Jezusa, pstrokaty, szmaragdowy płaszcz Św. Jana, ametystowe odzienia Marii i aniołów i złote tło) i sposób potraktowania niektórych postaci (głównie anioły i część zbawionych). Reszta zaś czyni obraz zgoła odmienny, a zwłaszcza strefa zła. W postaciach i bestiach uderza fantazyjna brzydota, w niektórych przypadkach granicząca z groteską. Widać także krytyczną postawę artysty wobec niektórych przedstawicieli Kościoła, poświęcając temu osobny wątek kompozycji umieszczony w dolnym rogu, unaoczniając tym odbiorcy niepokój i niepewność ludzi w okresie zmierzchu średniowiecza.
Scenerię obrazu wzbogaca architektura, symbolizująca piekło i niebo. Niemalże szkicowo opracowane ruiny zamku zajętego przez szatanów kontrastują z bramą rajską, która jest wręcz studyjną analizą architektury gotyckiej. Zarówno ten motyw, jak temat i kompozycja wskazują na silne relacje środowiska artystycznego Kolonii z sąsiednimi Niderlandami.